# Яйцеядни змии
Яйцеядните змии (Dasypeltis) са род влечуги от семейство Смокообразни (Colubridae).
Таксонът е описан за пръв път от шотландския лекар Андрю Смит през 1842 година.

## Видове
- Dasypeltis abyssina
- Dasypeltis arabica
- Dasypeltis atra – Черна яйцеядна змия
- Dasypeltis bazi
- Dasypeltis confusa
- Dasypeltis congolensis
- Dasypeltis crucifera
- Dasypeltis fasciata
- Dasypeltis gansi
- Dasypeltis inornata
- Dasypeltis latericia
- Dasypeltis medici
- Dasypeltis palmarum
- Dasypeltis parascabra
- Dasypeltis sahelensis
- Dasypeltis scabra – Африканска яйцеядна змия
- Dasypeltis taylori